# 7154 Zhangmaolin
7154 Zhangmaolin este o planetă minoră (asteroid), cu un diametru de 2,73 km, din {{safesubst:#if:Format:Centura de asteroizi. A fost descoperită pe 25 iunie 1979 la Observatorul Siding Spring de Eleanor F. Helin. 
Obiectul prezintă o orbită caracterizată de o semiaxă mare de 2,24908 UAi, o excentricitate de 0,07, o înclinație de 4,2002 ° în raport cu ecliptica.